# Анатра Анадис
Анатра Анадис (рус. Анатра Анадис) је руски ловац-извиђач. Први лет авиона је извршен 1916. године. 

Авион је испитиван од 23. октобра до 11. новембра 1916, показавши недовољну највећу брзину од само 153 км/ч. Очекивало се да ће инсталација наоружања још отежати машину и довести до још лошијих летних особина. Али главни проблем је био недостатак мотора Хиспано-Суиза.
Покушан је прелет у пропагандне сврхе по главним градовима Антанте, али је већ у Јашију у Румунији дошло до квара мотора и даљи лет је прекинут. Израђен је само један прототип.
Највећа брзина авиона при хоризонталном лету је износила 153 km/h.
Распон крила авиона је био 11,40 метара, а дужина трупа 7,75 метара. Празан авион је имао масу од 665 килограма. Нормална полетна маса износила је око 1165 килограма. Био је наоружан са 2 митраљеза калибра 7,7 мм.

## Наоружање
| Наоружање авиона: Анатра Анадис |     |
| Ватрено (стрељачко) наоружање   |     |
| Топ                             |     |
| Митраљез                        |     |
| Број и ознака митраљеза         | 2   |
| Калибар                         | 7,7 |
| Бомбардерско наоружање (бомбе)  |     |
| Ракетно наоружање (ракете)      |     |